# Almodis I van La Marche
Almodis van La Marche (overleden in 1117) was van 1098 tot aan haar dood gravin van La Marche. Ze behoorde tot het huis Périgord.

## Levensloop
Almodis was een dochter van graaf Adelbert II van La Marche en diens echtgenote Ponce.
Rond 1090 huwde ze met Rogier Poitevin, zoon van de heer van Alençon en de graaf van Shrewsbury Rogier II van Montgomery. 
In 1091 stierf haar broer Boso III zonder mannelijke nakomelingen. Het was bedoeling dat Almodis haar broer zou opvolgen als gravin van La Marche. Omdat ze met haar echtgenoot in Engeland woonde, besliste de adel echter om haar oom Odo I tot de nieuwe graaf van La Marche te benoemen. Na de dood van Odo in 1098 werd Almodis alsnog gravin van La Marche. Ze regeerde samen met haar echtgenoot, die de feitelijke macht in La Marche in handen had. Rond 1113 droeg Rogier Poitevin de macht over aan hun zoon Adelbert III.
In 1117 stierf Almodis, waarna haar zoon Adelbert III haar opvolgde als graaf van La Marche.

## Nakomelingen
Almodis en Rogier Poitevin kregen vijf kinderen:
- Adelbert III (overleden in 1145), graaf van La Marche
- Boso IV (overleden in 1118)
- Odo II
- Ponce, huwde met graaf Wulgrin II van Angoulême
- Avice (overleden na 1149), huwde eerst met Willem Peveril en daarna met Richard van Monville